# Скасырский, Александр Михайлович
Александр Михайлович Скасырский (1865—?) — есаул, депутат Государственной думы I созыва от области Войска Донского.

## Биография
Дворянин, казак Новочеркасской станицы. Образование получил в Воронежской военной гимназии и Павловском военном училище. Есаул.  Землевладелец, занимался сельским хозяйством. Состоял председателем родительского комитета при реальном училище в станице Каменской. Был членом окружного присутствия по крестьянским делам.  Внепартийный. Во время выборов в Государственную думу избран выборщиком от землевладельцев.
15 апреля 1906 избран в Государственную думу I созыва от общего состава выборщиков области Войска Донского избирательного собрания. По одним сведениям примыкал к группе Партии демократических реформ, по другим вошёл в состав фракции Партии мирного обновления. Член Комиссии по исполнении государственной росписи доходов и расходов. Выступал по докладу Продовольственной комиссии, об ассигновании 55 миллионов рублей на продовольственную помощь голодающим.
После роспуска Первой Государственной Думы вступил в Партию мирного обновления.
Дальнейшая судьба и дата смерти неизвестны.